# Josef Jiří Trassler
Josef Jiří Trassler, (5. března 1759 Vídeň – 24. června 1816 Brno) patřil k významným moravským podnikatelům v oblasti knižního obchodu. V jím vytištěných knihách se také objevuje německá varianta jména Joseph Georg Traßler. Byl tiskařem, vydavatelem, knihkupcem. Významným způsobem se zapsal především do dějin hlavního města Moravy Brna a centra rakouského Slezska Opavy.

## Působení

### Působení v Olomouci a v Opavě
Tento rodák z Vídně získal první zkušenosti s tiskařským řemeslem ve známé vídeňské Trattnerově tiskárně. Působil též jako faktor v olomoucké tiskárně Hirnleho, což mu poskytlo základy pro úspěšnou samostatnou činnost. V roce 1780 zakoupil v Opavě tiskárnu od vdovy po tiskaři Josefu Gabrielovi a záhy se zde etabloval jako talentovaný a schopný podnikatel. Vedle vlastní tiskařské činnosti vydával i noviny Troppauer Zeitung a založil knihkupectví. Nevěnoval se pouze nakladatelské a tiskařské činnosti, ale aktivně šířil i vzdělanost a osvětu, což se projevovalo podporou čtenářství, když jím založený čtenářský klub sdružoval až 5000 členů.

### Působení v Brně
Ze slezského zemského hlavního města se v roce 1786 Trassler přesunul do moravské metropole do Brna. Zde v roce 1786 založil další tiskárnu. Trassler byl velmi podnikavý, činorodý a agilní, což se projevovalo tím, že se snažil v praxi aplikovat nové technologie, například zavedl vlastní písmolijnu, měl vlastní měditiskárnu apod. Též i v Brně nevynechával osvětovou činnost, která se u něj pojila s tržním chováním. Nejenže podporoval čtenářství, ale otevřel si i vlastní knihkupectví a od roku 1788 vydával i vlastní časopis nazvaný "Der Wohltätige" (Dobrodinec).
Své podnikatelské aktivity v oboru tisku šířil do dalších moravských měst (Jihlava) i do zahraničí (v roce 1796 založil tiskárnu v haličském Krakově). Trassler nezůstal ani v Brně pouze u tisku a v roce 1811 si požádal společně s dalším známým brněnským knihkupcem Johannem Georgem Gastlem o souhlas se zřízením veřejné půjčovny knih. Brno mělo v první polovině 19. století spíše německý ráz, takže Trassler půjčoval výhradně německé knihy, ač tiskl i české. Množství abonentů si získal i díky vydávání časopisu "Allgemeines europäisches Journal", jenž přetiskoval zajímavé články ze zahraničních i domácích periodik a nevynechával ani zprávy z průmyslu a hospodářské oblasti.

### Trasslerovi brněnští následovníci
V aktivitách Jana Jiřího pak od 30. let 19. století pokračovala další slavná brněnská tiskařská rodina Rohrerů. Nejslavnějším z nich byl Rudolf Maria Rohrer (1838–1914). Trasslerové, Rohrerové, Gastlové, Svobodové. Všechna tato jména patřila v Brně od 18. do 20. století ke klíčovým postavám v tiskařském a nakladatelském oboru či vůbec v oblasti spojené s knihami a periodiky. Rohrerovská tiskárna byla po 2. světové válce zabrána v květnu 1945 národním výborem, později v jejích prostorách sídlil krajský sekretariát KSČ a v dnešní době se v ní nachází brněnská pobočka České pojišťovny.

### Seznam vydaných děl
Neúplný seznam vydaných děl z fondu Vědecké knihovny v Olomouci
| 1.  | Abrégé d'Ortographe portatif contenant les mots absolument consonnans, aussi bien que ceux, qui aisément peuvent etre confondus par les rapports, qui se trouvent dans le prononciation, et qui cependant diférent les uns des autres par la maniere d'écrire. Brunne: J. G. Trassler, 1824. 103 s. |
| 2.  | Beim Abschiede des... predigers M. Ch. Ferd. Hochstetter, von der protestantischen Kirche und Schale in Brünn, am 18. April 1824. Brünn: J. G. Trassler, 1824. 4 s. |
| 3.  | Der Bote aus Mähren, oder, Neuer mährisch- und schlesischer Stadt u. Landmannskalender ... Brünn: Trassler, [1790-1937]. |
| 4.  | Courier de Sebrowitz. Postbüchlein für's Jahr 1829. Brünn: J. G. Trassler, 1829. 70 s. |
| 5.  | Exercier-Zettel. Brünn: J. G. Trassler, 1833. [28] s. |
| 6.  | Der Florentiner Stroh-Hut oder gründliche und umständliche Anweisung, wie die feinsten Strohhüte auf Florentiner Art gemacht, oder auch von andern Strohgattungen nachgeahmt... Brünn: J. G. Trassler, 1824. 27 s. |
| 7.  | Geistlicher Begleiter für die Wallfährter zur heiligen Ann nach Altwasser. Troppau .: J. G. Trassler, 1828. 64 s. |
| 8.  | Gesselschafts-Vertrag der unter dem Namen AZIENDA ASSICURATRICE errichten Versicherungs-Anstalt. Brünn: J. G. Trassler, 1827. |
| 9.  | Halt, wer da!: Ein Postbüchlein für's Jahr 1830. Brünn: J. G. Trassler, 1830. 40 s. |
| 10. | Landes-Ordnung für das Herzogthum Ober-und Nieder -Schlesien. Troppau: Traßler, 1868. |
| 11. | Landes-Ordnung für das Herzogthum Ober-und Nieder -Schlesien. Troppau: Traßler, 1868. |
| 12. | Landesgesetz- und Regierungsblatt für das Herzogthum Ober- und Niederschlesien Körperschaft: Österreichisch-Schlesien = Zemsky zákonnjk a wládnj westnik pro Korunnj Hornj a Dolnj Slezsko. Troppau: Traßler, [1849?]-1928. |
| 13. | [Portrét ženy] [grafika]. [Brünn: Trassler, ca 1820]. 1 fol. |
| 14. | Rechnungsarten in Brüchen sammt der Regel de Tri in Fragen und Antworten. Zum Besten derer, welche das Rechnen mit den Schülern wiederholen, oder sie Prüfung vorbereiten. Troppau: J. G. Trassler, 1822. 32 s. |
| 15. | Übersichts-Tabelle über den Angang und die Ankunft der Eil- und Brancardwägen auf dem Curse von Wien bis Troppau und von Wien bis Lemberg. Troppau: Traßler, 1826. |
| 16. | Žaltář Dawida Krále: na Moravskou řeč přeložený skrze opise a wyklady pro gednoho každého ... W Brně: J. G. Trasler, 1790. |
| 17. | Achleitner, Joseph. Erstes Offertorium in G dur: für Sopran, Alt, Tenor und Bass, 2 Violinen, Viola, 2 Clarinetten, Flöte, Fagott, 2 Hörner, Violoncello, Contrabass und Orgel. Brünn: Trassler, [1828?]. [12] ff. |
| 18. | Babor, Jan. Kurze Betrachtungen über die Kirche, über die Offenbarung, über das Gebet und über einige andere Gegenstände der gegenwärtigen Zeit. Brünn: J. G. Trassler, 1831. 102 s. |
| 19. | Berling, Theodor. Humoristische Dichtungen in Versen und Prosa. Brünn: J. G. Trassler, 1825. 4, 371 s. Archivováno 19. 4. 2014 na Wayback Machine. elektronická kniha v katalogu Vědecké knihovny v Olomouci, digitalizována v rámci služby eBooks on Demand |
| 20. | Bode, Johann Elert. Kurze Anleitung zur Kenntniss der Sternbilder, entlehnt aus Johann Elert Bode Konntniss des gestirnten Himmles und zum Druck befördert von einem Freunde der Sternkunde. Brünn: J. G. Trassler, 1814. 31 s. |
| 21. | Bowdich, T. Edward. Geschichte der Brittischen Gesandschaft an den König von Ashantee auf der Goldküste im Jahr 1817 nebst statistisch-geographischen Nachrichten über dieses Reich u. mehrere andere Theile d. innern Africa's. 2 Lieferung, 2 Bändchen. Brünn: J. G. Traßler, 1820. 182 s. |
| 22. | Bredetzky, Samuel. Historisch-statistischer Beytrag zum deutschen Kolonialwesen in Europa, nebst einer kurzen Beschreibung der deutschen Ansiedlungen in Galizien, alphabetischer Ordnung. Brünn: J. G. Trassler, 1812. 195 s. |
| 23. | Brentano, Dominik. Přikázanj Gežjsse Krysta. Knižka welmi užitečná, w gaz. něm. pro gegj. wýbornost častěgi wyd. od Brentana a pro tauž wýbornost do gaz. nasseho přel. Opawa: J. G. Trassler, 1821. 688 s. |
| 24. | Brentano, Dominik. Přikázanj Gežjsse Krysta. Knižka welmi užitečná, w gaz. něm. pro gegj. wýbornost častěgi wyd. od Brentana a pro tauž wýbornost do gaz. nasseho přel. Opawa: J. G. Trassler, 1821. 688 s. |
| 25. | Büsching, Anton Friedrich. Große Erdbeschreibung Bd. I.-XXVIII. Troppau: Trassler, 1784–1790. |
| 26. | Calderón de la Barca, Pedro. Schauspiele. Band I, Das Fegefeuer des heiligen Patricius. Brünn: J. G. Trassler, 1824. [6], 140 s. |
| 27. | Crivelli, Antonio. Die Kunst damaszener Säbel zu verfertigen. Brünn: J. G. Trassler, 1823. viii, 82 s. |
| 28. | Diesing, Karl Moritz. Die Glasschmelzkunst bei der Lampe. Brünn: J. G. Trassler, 1824. 46 s. |
| 29. | Dietrich, Franz Edlen von. Anleitung zur zwetschkenbaum Pflanzung zum allgemeinen Gebrauch. Brünn: J. G. Trassler, [1810]. 57 s. |
| 30. | Dreme, Georg W. Chr. Der Firniss- und Kittmacher: Eine, aus vielen Versuchen und den Lehren der Chemie entwickelte, Anleitung zur vortheilhaftesten Bereitung der besten Lack- und Oelfirnisse für Metall, Holz, Leder und andere Stoffe... Brünn: J. G. Trassler, 1821. 12, 239 s. |
| 31. | Elvert, Christian d'. Versuch einer Geschichte Brünn's. Brünn: J. G. Trassler, 1828. 6, 272 s. |
| 32. | Frohberg, Regina. Stolz und Liebe 2 th. in 1 Bd. Brünn: J. G. Trassler, 1820. |
| 33. | Genersich, Johann. Reden zur Weckung der Andacht. Brünn: J. G. Trassler, 1820. |
| 34. | Gerle, A. Romantischer Rittersaal Band I. Brünn: J. G. Trassler, 1821. 236, [8] s. |
| 35. | Gerle, Wolfgang Adolf. Guckkasten-Bilder aus dem Leben und der Phantasie: Erzählungen, Träume, humoristische und satyrische Versuche, Reiseskizzen, biographische und historische Fragmente. Brünn: J. G. Trassler, 1820. |
| 36. | Gernrath, Johann Konrad. Allgemeine Uebersicht über die Gründung der Witwen und Waisen Institute, nach mathematischen Grundsätzen. Brünn: J. G. Trassler, 1824. [2], 56 s. |
| 37. | Gersdorf, Wilhelmine von. Ladislaus Posthumus, Erzherzog von Oesterreich, König von Ungarn und Böhmen. Brünn: J. G. Trassler, 1818. 238 s. |
| 38. | Gerstmann, Bernard. Seiner königlichen Hoheit dem... Herzoge Albert von Sachsen-Teschen etc. Brünn: J. G. Trassler, 1820. [4] s. |
| 39. | Gniseid, Karl Moritz. Der Gährungsprozess der zum Genuss bestimmten geistigen Getränke im geschlossenen Raume... Brünn: J. G. Trassler, 1826. |
| 40. | Gräffer, Franz. Philomele I. Brünn: J. G. Trassler, 1825. IV, 384 s. |
| 41. | Gräffer, Franz. Philomele II. Brünn: J. G. Trassler, 1826. IV, 330 s. |
| 42. | Greisinger, Jacob Carl. Der Fischer: in Musik gesetzt für eine Singstimme mit Pianoforte Begleitung [hudebnina]. Brünn: J. G. Trassler, 1824. [7] s. |
| 43. | Hallaschka, Cassianus. Elemente der Naturlehre. Brünn: J. G. Trassler, 1813. XVI, 195 s. |
| 44. | Heimthal, Heinrich Eduard von. Anweisung zur Verfertigung mehrerer Arten künstlichen Hefen. Brünn: J. G. Trassler, 1826. |
| 45. | Hirsch, Emil Rodolph. Valses pour le Piano-Forte [hudebnina]. Brunne: J. G. Trassler, [mezi 1780–1830]. [8] s. |
| 46. | Horina, Johann. Rechnung der Landwirtschaft: Kurz und rein in allen ihren Zweigen aufgelöst dargestellt, insbesondere aber in Folge eines Praktischen Rechnungsgesetzes Theil I., II. Brünn: J. G. Trassler, 1824. Th. I. [6], XXIV, 155 s. |
| 47. | Horký, Josef Edmund. Des böhmischen Freyherrn, Löw von Rožmital und Blatna, Denkwürdigkeiten und Reisen durch deutschland, England und frankreich, Spanien, Portugal und Italien Th. I. II. Brünn: Trassler, 1824. Th. I. XX, 290, [8] s. |
| 48. | Hornstein, Anton. Der Tabak in historicher, finanzieller und dietätischer Beziehung, mit einer Blumenlese. Brünn: J. G. Trassler, 1828. |
| 49. | Jeitteles, Alois Isidor. Sieg, Friede, Heimkehr: Bey Gelegenheit der glorreichen Rückkehr Sr. Majestät des Kaisers. Brünn: Traßler, 1814. [4] s. |
| 50. | Juliette, Cäsar Alexander. Vollständige Predigerbibliothek oder Sammlung der auserlesensten Predigten... in sechs Abtheilungen geordnet von ... Troppau: J. G. Trassler, 1781–1783. |
| 51. | Juliette, Cäsar Alexander. Vollständige Predigerbibliothek oder Sammlung der auserlesensten Predigten... in sechs Abtheilungen geordnet von .... 1781, 1. Abtheilung, 1. Theil. 1781, 1. Abtheilung, 2. Theil. Troppau: J. G. Trassler, 1781. 319 s. |
| 52. | Juliette, Cäsar Alexander. Vollständige Predigerbibliothek oder Sammlung der auserlesensten Predigten... in sechs Abtheilungen geordnet von .... 1782, 1. Abtheilung, 3. Theil. Troppau: J. G. Trassler, 1782. 330 s. |
| 53. | Juliette, Cäsar Alexander. Vollständige Predigerbibliothek oder Sammlung der auserlesensten Predigten... in sechs Abtheilungen geordnet von .... 1782, 1. Abtheilung, 4. Theil. Troppau: J. G. Trassler, 1782. 279 s. |
| 54. | Juliette, Cäsar Alexander. Vollständige Predigerbibliothek oder Sammlung der auserlesensten Predigten... in sechs Abtheilungen geordnet von .... 1781, 3. Abtheilung, 1. Theil. Troppau: J. G. Trassler, 1781. 256 s. |
| 55. | Juliette, Cäsar Alexander. Vollständige Predigerbibliothek oder Sammlung der auserlesensten Predigten... in sechs Abtheilungen geordnet von .... 1782, 4. Abtheilung, 2. Theil. Troppau: J. G. Trassler, 1782. 272 s. |
| 56. | Juliette, Cäsar Alexander. Vollständige Predigerbibliothek oder Sammlung der auserlesensten Predigten... in sechs Abtheilungen geordnet von .... 1782, 4. Abtheilung, 3. Theil. Troppau: J. G. Trassler, 1782. 315 s. |
| 57. | Juliette, Cäsar Alexander. Vollständige Predigerbibliothek oder Sammlung der auserlesensten Predigten... in sechs Abtheilungen geordnet von .... 1783, 4. Abtheilung, 5. Theil. Troppau: J. G. Trassler, 1783. 310 s. |
| 58. | Juliette, Cäsar Alexander. Vollständige Predigerbibliothek oder Sammlung der auserlesensten Predigten... in sechs Abtheilungen geordnet von .... 1783, 4. Abtheilung, 7. Theil. Troppau: J. G. Trassler, 1783. 295 s. |
| 59. | Juliette, Cäsar Alexander. Vollständige Predigerbibliothek oder Sammlung der auserlesensten Predigten... in sechs Abtheilungen geordnet von .... 1781, 5. Abtheilung, 1. Theil. Troppau: J. G. Trassler, 1781. 300 s. |
| 60. | Juliette, Cäsar Alexander. Vollständige Predigerbibliothek oder Sammlung der auserlesensten Predigten... in sechs Abtheilungen geordnet von .... 1782, 5. Abtheilung, 2. Theil. Troppau: J. G. Trassler, 1782. 295 s. |
| 61. | Juliette, Cäsar Alexander. Vollständige Predigerbibliothek oder Sammlung der auserlesensten Predigten... in sechs Abtheilungen geordnet von .... 1782, 5. Abtheilung, 4. Theil. Troppau: J. G. Trassler, 1782. 363 s. |
| 62. | Juliette, Cäsar Alexander. Vollständige Predigerbibliothek oder Sammlung der auserlesensten Predigten... in sechs Abtheilungen geordnet von .... 1783, 5. Abtheilung, 5. Theil. Troppau: J. G. Trassler, 1783. 240 s. |
| 63. | Juliette, Cäsar Alexander. Vollständige Predigerbibliothek oder Sammlung der auserlesensten Predigten... in sechs Abtheilungen geordnet von .... 1781, 6. Abtheilung, 1. Theil. Troppau: J. G. Trassler, 1781. 310 s. |
| 64. | Juliette, Cäsar Alexander. Vollständige Predigerbibliothek oder Sammlung der auserlesensten Predigten... in sechs Abtheilungen geordnet von .... 1782, 6. Abtheilung, 2. Theil. Troppau: J. G. Trassler, 1782. 271 s. |
| 65. | Juliette, Cäsar Alexander. Vollständige Predigerbibliothek oder Sammlung der auserlesensten Predigten... in sechs Abtheilungen geordnet von .... 1782, 6. Abtheilung, 3. Theil. Troppau: J. G. Trassler, 1782. 232 s. |
| 66. | Juliette, Cäsar Alexander. Vollständige Predigerbibliothek oder Sammlung der auserlesensten Predigten... in sechs Abtheilungen geordnet von .... 1783, 6. Abtheilung, 4. Theil. Troppau: J. G. Trassler, 1783. 192 s. |
| 67. | Kanne, Friedrich August. Humoristisches Panorama von Wien, oder der frohe Zuschauer an der Donau / 1. Band, 1. Heft. Brünn: J. G. Trassler, 1820. 8, 81 s. |
| 68. | Kanne, Friedrich August. Humoristisches Panorama von Wien, oder der frohe Zuschauer an der Donau / 1. Band, 2. Heft. Brünn: J. G. Trassler, 1820. 84-160 s. |
| 69. | Kanne, Friedrich August. Humoristisches Panorama von Wien, oder der frohe Zuschauer an der Donau / 1. Band, 3. Heft. Brünn: J. G. Trassler, 1820. 162-235 s. |
| 70. | Korber, Johann. Praktische Anleitung zur Veredlung und Gesunderhaltung der Schafe, des Rindviehes, wie auch der Pferde mittelst Stallfütterey und anzeigende ... von jede Eigenthümen selbstbereiten ... Conservationsmitteln ... in ungunstigen Jahreszeiten, mit Bemerkung einer schnellere gedichlichen Mastung des Rind-und Borstenwieses in Branntwein- und Bräuhöusern, für Güterbesitzer, Wirthschaftsbrannte und gebildete Landleute 1., 2., 3. Abtheilung. Brünn: Traßler, 1829. 4, 112 s.                                           |
| 71. | Mailath, Johann. Magyarische Sagen und Märchen. Brünn: Traßler, 1825. |
| 72. | Nowak, Josef. Praktisch-theoretische deutschböhmische und böhmischdeutsche Sprachlehre. Troppau: Traßler, 1807. |
| 73. | Rainstich, Georg Wilhelm von. Auf vieljährige Erfahrung gegründete Empfehlung eines sehr wohlfeilen, überall darzustellenden, Unkraut, vertilgenden, schädliche Insekten und Würmer vom Boden abhaltenden, den Nachtheil von zu grosser Trockne oder Nässe... Düngungsmittels für Wein-, Obst-, Hopfen-, Gemüse-, Blumengärten, Wiesen und Aecker, verbunden mit einer Anleitung ... Brünn: J. G. Trassler, 1824. [16], 528, [2] s., [2] tab.                                                                                                 |
| 74. | Reil, F. Der Wanderer im Waldviertel: Ein Tagebuch für Freunde österreichischer Gegenden. Brünn: J. G. Trassler, 1823. [8], VIII, 9-279, [2] s. |
| 75. | Richter, Franz Xaver Johann. Biblische Erziehungs-Lehren für Aeltern und Erzieher. Brünn: J. G. Trassler, 1828. 114 s. |
| 76. | Rincolini, Ernst Karl. Über Gefängnisskrankheiten. Brünn: J. G. Trassler, 1816. ii, 83 s. |
| 77. | Rittler, Franz. Komische Schicksale eines Fünf-Gulden-Scheins auf seinen Wanderungen durch Wien und die Umgebungen, zur Zeit des Congresses.: Ein satyrisches Gemälde ... Brünn: J. G. Trassler, 1817. x, 245 s. |
| 78. | Sychra, Matěj Josef. Kázanj na wssecky neděle celého roku Djl 1. Brno: J. G. Trassler, 1814. 393 s. |
| 79. | Sychra, Matěj Josef. Kratochwílnjk, spis pro obveselenj a spolu k ponaučenj; genž sbjrá a na swětlo wydáwá. Swazek I. W Brně: J. G. Trassler, 1819. iv, 152 s. |
| 80. | Sychra, Matěj Josef. Kratochwílnjk, spis pro obveselenj a spolu k ponaučenj; genž sbjrá a na swětlo wydáwá. Swazek II. W Brně: J. G. Trassler, 1820. 142 s. |
| 81. | Trassler, Johann Georg. Prospectus eines neuen Werkes, welches unter dem Titel: Artemidor im Reiche der Römer [von Ch. Kuffner] zu Anfange des Jahres 1822 in der Verlagshandlung des Unterzeichneten erscheinen wird. Brünn: Traßler, 1822. 15 s. |
| 82. | Troppe, Josef Friedrich. Dankrede auf das dreyfache fünfzigjährige Jubeljahr als für dasselbe drey wohlehrwürdige Priester des Seraphischen Kapuzinerordens Maurus Simonis, Pfarrer der uralten Stadtpfarrkirche zu St. Jakob, in Brünn, Julianus Möller, Obervorsteher des Ordens, und Quido Ingrisch, emeritirter Quardian, in der ansehnlichen Stadtpfarrkirche zu St. Jakob in Brünn, nach verlaufenen fünfzig Jahren dem Allerhöchsten das heilige Messopfer feyerlich zur Danksagung opferten. Brünn: Traßler, 1814. 15 s. © 2011 NK ČR |